# Weinsdorf (Rossau)
Weinsdorf ist ein Ortsteil der Gemeinde Rossau im Landkreis Mittelsachsen (Freistaat Sachsen). Er wurde am 1. Juli 1950 mit Oberrossau und Niederrossau zur Gemeinde Rossau zusammengeschlossen. Zu Weinsdorf gehört der Ortsteil Liebenhain an der Zschopau.

## Geografie

### Geografische Lage

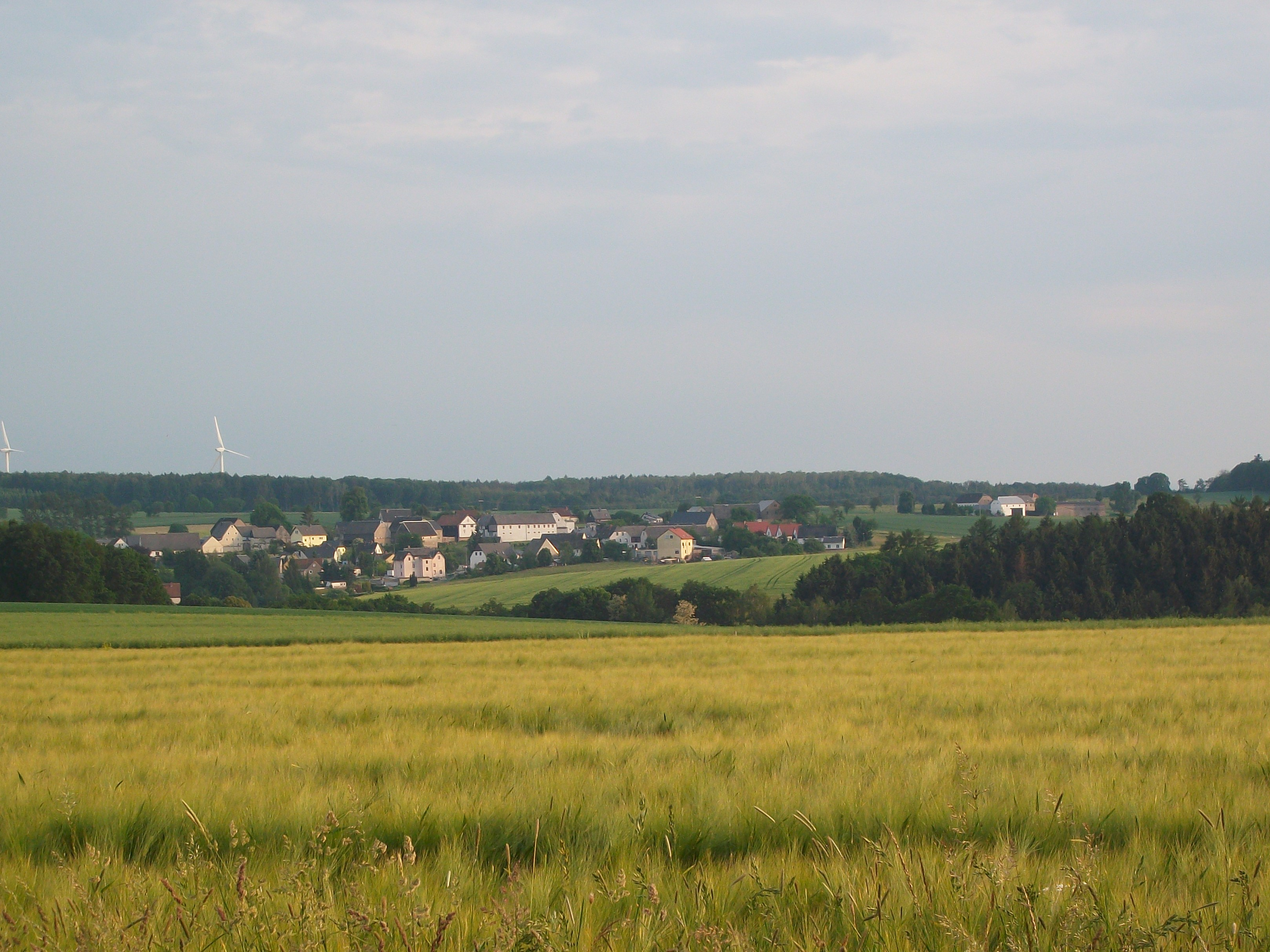
Blick auf Weinsdorf

Weinsdorf liegt auf einer Hochfläche östlich des Tals der Zschopau. Der Ortsteil Liebenhain liegt am Ostufer der Zschopau. Im Bereich der Liebenhainer Mühle befindet sich eine eiserne Fußgängerbrücke zum Mittweidaer Ortsteil Kockisch. In der Nähe der Liebenhainer Mühle befindet sich der Liebenhainer Wasserfall.

### Nachbarorte
| Ringethal            | Hermsdorf                                   |              |
| Kockisch, Liebenhain | Kompassrose, die auf Nachbargemeinden zeigt | Niederrossau |
|                      | Bürgerwald (zu Mittweida)                   |              |

## Geschichte

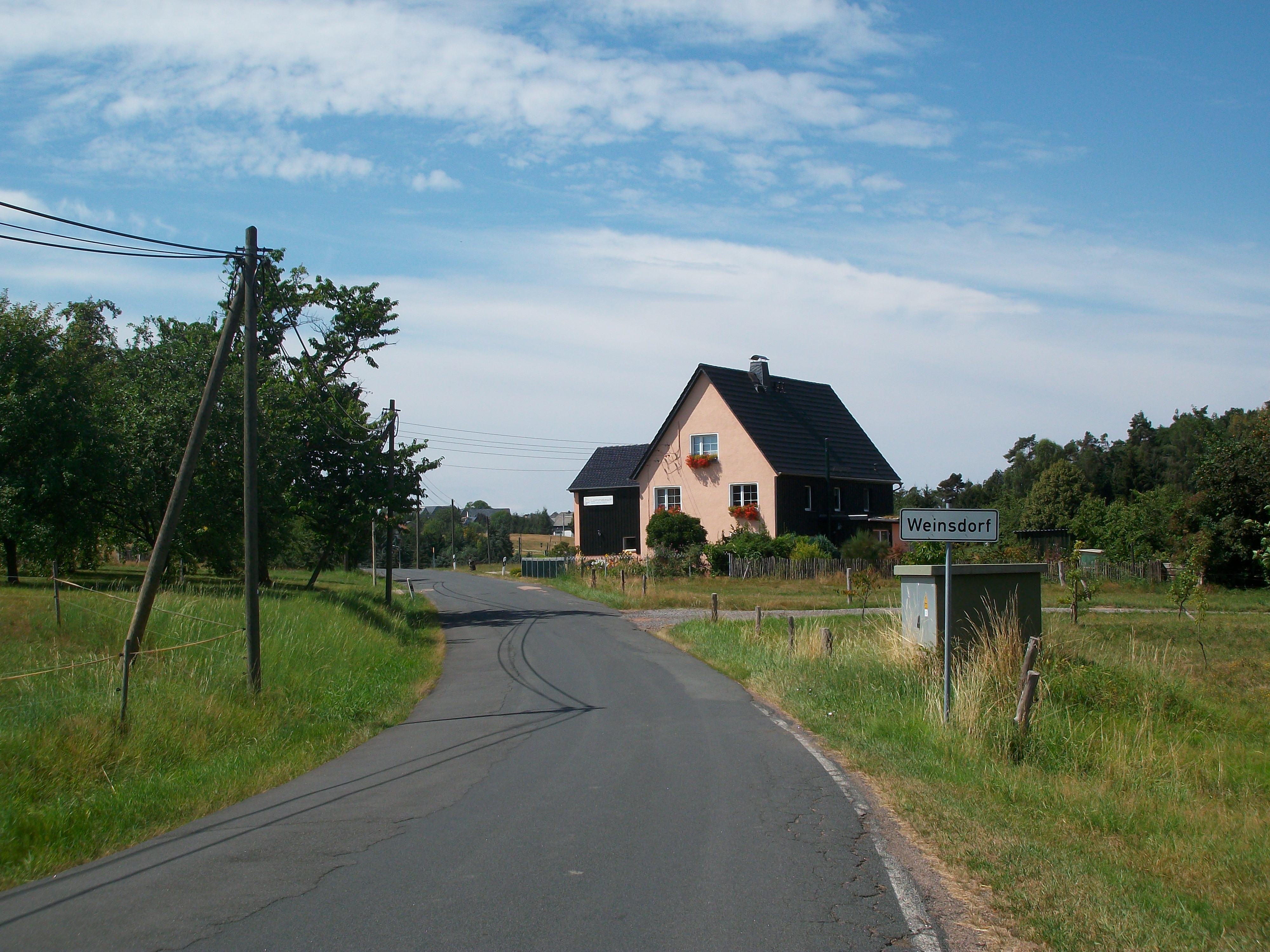
Weinsdorf, Ortseingang

Weinsdorf wurde im Jahr 1378 als „Wygandistorf“ erwähnt. Die Liebenhainer Mühle in der Weinsdorfer Flur an der Zschopau wurde 1384 als „Libenheym“ erwähnt. Liebenhain galt zeitweise als Wüstung. Die Grundherrschaft über Weinsdorf übte der Rat zu Mittweida aus. Weinsdorf und die Siedlung Liebenhain gehörten zunächst zum kursächsischen Kreisamt Freiberg. Um 1606 kamen sie zum kursächsischen Amt Rochlitz.
Weinsdorf und Liebenhain gehörten bis 1832 zum kursächsischen bzw. königlich-sächsischen Amt Rochlitz. Im Jahr 1832 wurden die beiden Orte wie auch die Stadt Mittweida, unter deren Verwaltung sie standen, vom Amt Rochlitz getrennt und dem Amt Frankenberg-Sachsenburg unterstellt. Bei den im 19. Jahrhundert im Königreich Sachsen durchgeführten Verwaltungsreformen wurden die Ämter aufgelöst. Dadurch kam Weinsdorf im Jahr 1856 unter die Verwaltung des Gerichtsamts Mittweida und 1875 an die neu gegründete Amtshauptmannschaft Rochlitz. Im Jahr 1908 erfolgte die Errichtung der Mittweidaer Industriebahn nach Ringethal durch Liebenhain, welche bis 1969 in Betrieb war. Ebenfalls im Jahr 1908 wurde die Hängebrücke von Liebenhain nach Kockisch über die Zschopau errichtet.
Am 1. Juli 1950 wurde Weinsdorf mit Oberrossau und Niederrossau zur Gemeinde Rossau zusammengeschlossen, die durch die zweite Kreisreform in der DDR im Jahr 1952 dem Kreis Hainichen im Bezirk Chemnitz (1953 in Bezirk Karl-Marx-Stadt umbenannt) angegliedert wurde. Dieser wurde ab 1990 als sächsischer Landkreis Hainichen fortgeführt und 1994 dem neu gebildeten Landkreis Mittweida zugeteilt. Seit 2008 gehört die Gemeinde Rossau mit ihren Ortsteilen zum neu gebildeten Landkreis Mittelsachsen.

## Sehenswürdigkeiten

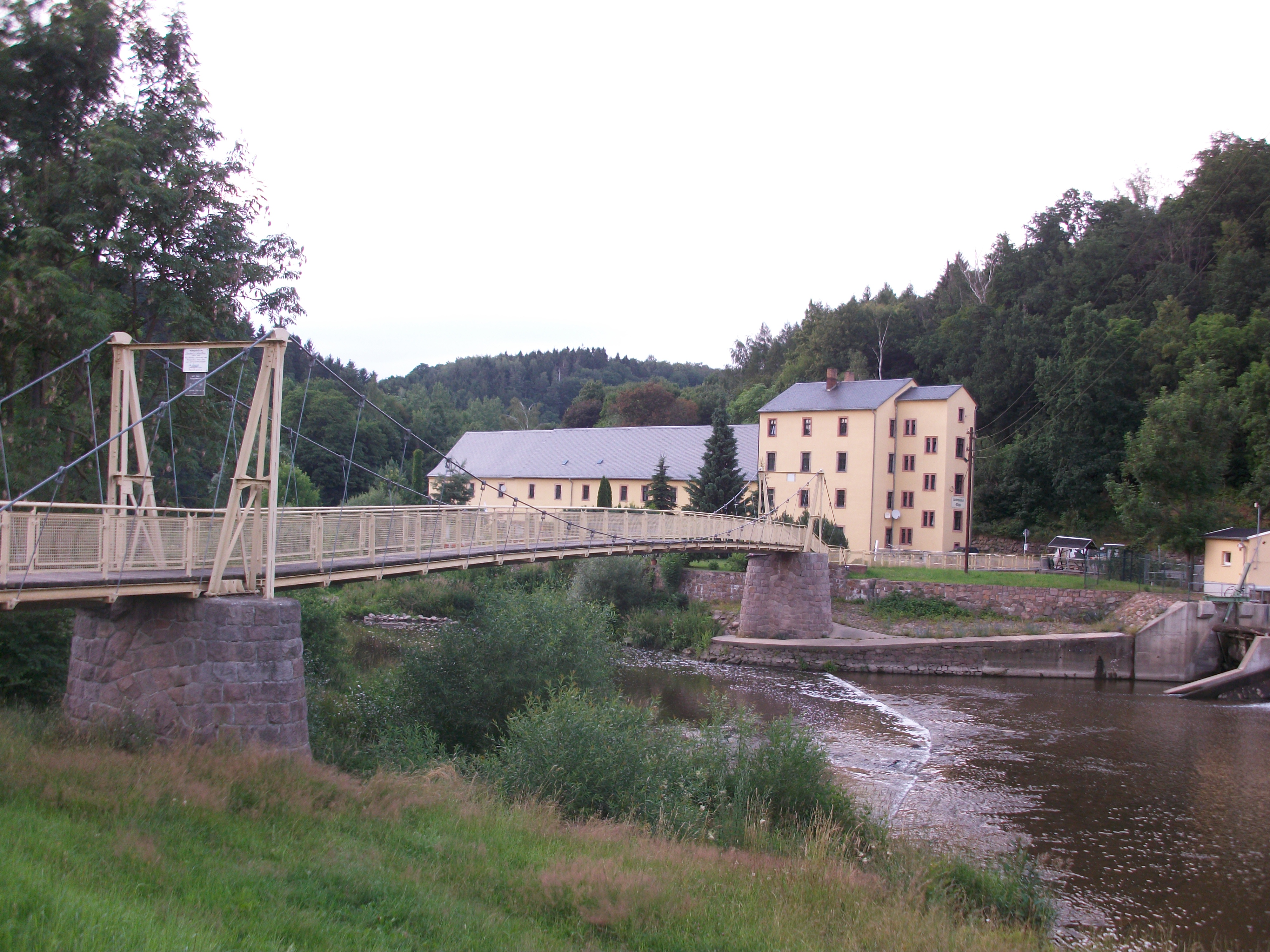
Hängebrücke Kockisch–Liebenhain und Liebenhainer Mühle

- Liebenhainer Mühle mit Hängebrücke Kockisch–Liebenhain
- Liebenhainer Wasserfall